# 内藤武宣
内藤 武宣（ないとう たけのぶ、1938年7月17日 - ）は、日本の政治家秘書、新聞記者。稲門空手会顧問。福岡県出身。

## 来歴
福岡県立修猷館高等学校から早稲田大学教育学部に入学。同大時代は空手部に在籍していた。卒業後、毎日新聞に入社。政治部記者となる。記者時代に早大OBで読売新聞出身の政治評論家である宮崎吉政と知遇を得る。宮崎から竹下登を紹介され、目を掛けられ、竹下の次女まる子と結婚。その後、2男1女をもうける。
結婚後、1972年7月に毎日新聞社を退社。同年12月の第33回衆議院議員総選挙で福岡1区から立候補をするが落選。同選挙区では山崎拓が初当選している。
その後、竹下の私設秘書となる。1985年2月に竹下が創政会を結成。その機関紙『創政』の編集長となる。同誌は竹下が首相に就任した際に誌名を『経世』と変更。奥田敬和が名目上の編集長を務めるが実際に編集を取り仕切ったのは内藤であった。『経世』は途中から電通が入ってきて手伝うようになるが、竹下が首相を辞めた際に、電通に断って発行をやめた。『創政』は電通が入るまで、内藤が1人で編集を手掛け、表紙から編集後記まで全部1人で10年以上担当していた。
1989年にKBS京都の社長に就任した福本邦雄に従い、常務社長室長に就任。1991年に役員総退陣の方針によって役員から退任。
早大講師及び同大空手部の監督を務め、同部の後援組織「稲門空手会」の会長を2003年から2006年にかけて務めた。また空手に関する著作を多く上梓している。

## 人物
子供たち（影木栄貴、DAIGOなど）によると、昔は厳格な父親であったが子供たちにはやりたいことをやらせる主義であり、年を取るにつれ「フンワリ系」になっていったという。ただし30を過ぎた子供たちに対してもピアスをあけることだけは未だに認めない昔気質な一面もある。
大の飛行機嫌いで、それ故にプライベートでも海外旅行に行こうとはしない。

## 家族・親族
父は建設会社社長であり福岡県PTA連合会会長も務めた内藤用一郎。中学修猷館在学中の1920年には、京都の大日本武徳会が主催し始められた「第一回全国中等学校柔道大会」に修猷館柔道部の大将として出場し全国優勝を成し遂げている。長姉は野見山暁治（画家）の最初の妻であった。
岳父は政治家で第74代内閣総理大臣の竹下登、長女（長子）は漫画家の影木栄貴、次男（末子）は歌手のDAIGO。
長男（中間子）は一般企業の会社員であり、彼の家庭に1男（内藤にとっては初孫）1女がいる。

## 著作
- 『空手道秘要』
- 『空手道独習教本』東京書店、1992年。ISBN 4885746515
- 『少年少女のための空手道』 東京書店、1993年。ISBN 4885746582
- 『絵説 空手道』 東京書店、1997年。ISBN 4885746108
- 『空手道全書』東京書店、1998年。ISBN 4885746280